# Bithynia manonellesi
Bithynia canyamelensis és una espècie de mol·lusc gastròpode de la família Bithyniidae endèmica de l'illa d'Eivissa.